# Айсам-уль-Хак Куреші
Айсам-уль-Хак Куреші (нар. 17 березня 1980) — колишній пакистанський тенісист.
Найвищу одиночну позицію світового рейтингу — 125 місце досяг 10 грудня 2007, парну — 8 місце — 6 червня 2011 року.
Здобув 18 парних титулів.
Найвищим досягненням на турнірах Великого шолома були фінали в парному та змішаному парному розрядах.

## Загальна статистика

### Виступи у турнірах Великого шолома
| W | Ф | ПФ | ЧФ | #Р | КТ | К# | DNQ | A | NH |

#### Парний розряд
| Турнір                                 | 2002      | 2003      | 2004      | 2005      | 2006      | 2007      | 2008      | 2009      | 2010 | 2011 | 2012 | 2013 | 2014 | 2015 | 2016 | 2017 | 2018 | 2019 | 2020 | 2021 | 2022 | 2023 | SR     | В-П   |
| -------------------------------------- | --------- | --------- | --------- | --------- | --------- | --------- | --------- | --------- | ---- | ---- | ---- | ---- | ---- | ---- | ---- | ---- | ---- | ---- | ---- | ---- | ---- | ---- | ------ | ----- |
| Відкритий чемпіонат Австралії з тенісу | Відсутній | Відсутній | Відсутній | Відсутній | Відсутній | Відсутній | Відсутній | Відсутній | 1р   | 3р   | 3р   | 3р   | 3р   | 3р   | 1р   | 2р   | ЧФ   | 1р   | 1р   | 2р   | 2р   | 3р   | 0 / 14 | 17–14 |
| Відкритий чемпіонат Франції з тенісу   |           | 1р        | Відсутній | Відсутній | Відсутній | Відсутній | 1р        |           | 2р   | ЧФ   | ПФ   | 3р   | 2р   | 1р   | 3р   | 1р   | 1р   | 1р   | 1р   | 2р   | 1р   |      | 0 / 15 | 14–15 |
| Вімблдонський турнір                   | 3р        | 1р        | Відсутній | Відсутній | Відсутній | Відсутній | 2р        | 3р        | ЧФ   | 1р   | 3р   | 3р   | 2р   | 2р   | 2р   | 3р   | 2р   | 3р   | NH   | 3р   | 2р   |      | 0 / 16 | 23–16 |
| Відкритий чемпіонат США з тенісу       | 2р        | Відсутній | Відсутній | Відсутній | Відсутній | Відсутній | 1р        | 2р        | Ф    | ПФ   | ПФ   | ЧФ   | 1р   | 2р   | ЧФ   | 1р   | 1р   | 1р   | 1р   | 3р   | 2р   |      | 0 / 16 | 24–16 |
| В-П                                    | 3–2       | 0–2       | 0–0       | 0–0       | 0–0       | 0–0       | 1–3       | 3–2       | 9–4  | 9–4  | 11–4 | 9–4  | 4–4  | 4–4  | 6–4  | 3–4  | 3–4  | 2–4  | 0–3  | 6–4  | 3-4  | 2–1  | 0 / 61 | 78–61 |

#### Мікст
| Турнір                                 | 2010 | 2011 | 2012 | 2013 | 2014 | 2015 | 2016 | 2017 | 2018 | 2019 | 2020 | 2021 | 2022 | 2023 | SR     | В-П   | % виграшів |
| -------------------------------------- | ---- | ---- | ---- | ---- | ---- | ---- | ---- | ---- | ---- | ---- | ---- | ---- | ---- | ---- | ------ | ----- | ---------- |
| Відкритий чемпіонат Австралії з тенісу |      | 1р   | ЧФ   | 1р   | ЧФ   | 1р   | 2р   | 1р   | 1р   |      |      |      | ЧФ   |      | 0 / 9  | 7–9   | 44%        |
| Відкритий чемпіонат Франції з тенісу   | 2р   | 2р   | 1р   | ПФ   |      | ЧФ   | 1р   | 1р   | 1р   | ПФ   | NH   |      |      |      | 0 / 9  | 10–9  | 53%        |
| Вімблдонський турнір                   | 1р   | 2р   | 2р   | 3р   | ПФ   | 1р   | ПФ   | 2р   | 2р   | 3р   | NH   | 2р   |      |      | 0 / 11 | 11-11 | 50 %       |
| Відкритий чемпіонат США з тенісу       | Ф    |      | 1р   | 1р   | 2р   |      | 1р   | 2р   | 1р   |      | NH   |      |      |      | 0 / 7  | 6-7   | 46 %       |
| В-П                                    | 5–3  | 1–3  | 2–4  | 4–4  | 6–3  | 2–3  | 4–4  | 1–4  | 1–4  | 5–2  | 0–0  | 0–1  | 2–1  | 0–0  | 0 / 36 | 34-36 | 49%        |

### Фінали турнірів Великого шлему

#### Парний розряд: 1 (1 поразка)
| Результат | Рік  | Турнір                           | Покриття | Партнер       | Суперники            | Рахунок            |
| --------- | ---- | -------------------------------- | -------- | ------------- | -------------------- | ------------------ |
| Поразка   | 2010 | Відкритий чемпіонат США з тенісу | Тверде   | Роган Бопанна | Боб Браян Майк Браян | 6–7(5–7), 6–7(4–7) |

#### Мікст: 1 (1 поразка)
| Результат | Рік  | Турнір                           | Покриття | Партнер     | Суперники              | Рахунок  |
| --------- | ---- | -------------------------------- | -------- | ----------- | ---------------------- | -------- |
| Поразка   | 2010 | Відкритий чемпіонат США з тенісу | Тверде   | Квета Пешке | Лізель Губер Боб Браян | 4–6, 4–6 |